# Панчук Олег Ельпідефорович
Панчу́к Оле́г Ельпідефо́рович (17 липня 1932, Чернівці — 28 лютого 2022, там само) — український вчений, хімік. Доктор хімічних наук (1988), професор. Громадський діяч.

## Біографія
Олег Ельпідефорович Панчук народився 17 липня 1932 року в місті Чернівцях у родині службовця. У 1954 році закінчив з відзнакою хімічний факультет Чернівецького державного університету. Того ж року поступив на аспірантуру, де під керівництвом професора А. В. Памфілова у 1958 році захистив кандидатську дисертацію на тему «Вплив нафталінсульфокислот на блиск електролітичних шарів нікелю». Працював науковим співробітником, у 1961 році став асистентом, у 1964 році — доцентом кафедри неорганічної хімії Чернівецького університету. У 1988 році захистив докторську дисертацію на тему «Спрямоване легування CdTe». Того ж року був обраний завідувачем кафедри неорганічної хімії Чернівецького університету.
З 1989 по 1997 роки обіймав посаду декана хімічного факультету.
Почесний Голова Товариства «Український Народний Дім у Чернівцях».

### Родина
О. Е. Панчук був двоюрідним онуком Ольги Кобилянської. Його мати — прийомна донька та племінниця О. Кобилянської — Галина-Олена (у шлюбі Панчук). Батько, Ельпідефор Панчук, був першим директором Літературного музею О. Кобилянської.

## Наукова діяльність
Основний напрям діяльності — хімія неорганічних сполук та напівпровідників.
О. Е. Панчук є автором 120 наукових праць та 5 авторських свідоцтв. Під його керівництвом було захищено 2 докторські та 4 кандидатські дисертації.

## Педагогічна діяльність
Викладав у Чернівецькому національному університеті, читав курси «Неорганічна хімія», «Дефекти в напівпровідниках», «Фізико-хімія напівпровідників», «Історія хімії».

## Літературна діяльність
О. Е. Панчук автор книги спогадів «Чернівці. Одне місто, одна людина в трьох державах».

## Вшанування
В м. Чернівці існує вулиця та провулок Олега Панчука. Також вулиця Олега Панчука є у селищі Берегомет.

## Нагороди
- Орден «За заслуги» III ступеня (2006);
- Почесна грамота Верховної Ради України (2003);
- Австрійський почесний знак «За науку й мистецтво» 1 класу (2008)[3].